# Gastr del Sol
Gastr del Sol est un groupe de rock indépendant expérimental américain, originaire de Chicago, dans l'Illinois. Formé dans les années 1990, composé pour l'essentiel de sa carrière des guitaristes David Grubbs et Jim O'Rourke. Entre 1993 et 1998, le groupe compte huit opus éclectiques balayant des courants comme le post-rock, le math rock ou l'improvisation libre.

## Biographie
David Grubbs, ancien membre de Squirrel Bait et Bastro, forme Gastr del Sol à Chicago en 1991. En 1993, le groupe publie son premier album, The Serpentine Similar. Lors de cette première période Grubbs se vit rejoint par Bundy K. Brown et John McEntire, tous deux issus de la dernière configuration de Bastro, respectivement à la basse et à la batterie. En 1994, ces derniers forment le groupe Tortoise, et le guitariste et compositeur Jim O'Rourke, se joint à Grubbs.
À ce moment, Gastr del Sol devient pour l'essentiel une collaboration entre Grubbs et O'Rourke, accompagnés par un ensemble nombreux et fluctuant d'invités occasionnels. McEntire, bien qu'il ne soit plus membre à part entière du groupe, contribue par exemple à de nombreuses occasions avec le groupe, que ce soit en studio ou en concert. Au cours de cette période, la plupart des productions du groupe furent publiées par le label Drag City, notamment le très acoustique Crookt, Crackt, or Fly de 1994. La pièce centrale de cet album est Work From Smoke, qui illustre le penchant des deux guitaristes pour le jeu atonal, le tout accompagné de la clarinette basse de Gene Coleman et des paroles de plus en plus surréalistes de Grubbs.
Plusieurs opus suivent rapidement en 1994, notamment l'EP Mirror Repair, partiellement produit par Steve Albini et qui incorpore des éléments de musique électronique. The Harp Factory on Lake Street, sorti la même année sur le label Table of the Elements, est l'une de leurs productions les plus expérimentales, et se compose d'un morceau pour orchestre de chambre de 17 minutes, occasionnellement accompagné de Grubbs au chant ou au piano. Publié le 17 juin 1996, Upgrade and Afterlife inclut une interprétation étendue du morceau Dry Bones in the Valley de John Fahey avec Tony Conrad en invité au violon.
Avec la sortie de Camoufleur le 20 janvier 1998, Gastr del Sol se rapproche des sonorités et des mélodies plus conventionnelles du folk et de la musique de film, et sort son album le plus accessible et le plus populaire. L'album est écrit en collaboration avec Markus Popp, du groupe allemand de glitch Oval. Le groupe se sépare après la sortie de Camoufleur.

## Discographie

### Albums studio
- 1993 - The Serpentine Similar (Teenbeat/Drag City)
- 1994 - Crookt, Crackt, or Fly (Drag City)
- 1996 - Upgrade and Afterlife (Drag City)
- 1998 - Camoufleur (Drag City)

### EP
- 1993 : 20 Songs Less (Teenbeat)
- 1994 : Mirror Repair (Drag City)

### Compilations et Albums en public
- 2024 - We Have Dozens of Titles (Drag City)